# ماريون مكلينتون
ماريون مكلينتون (بالإنجليزية: Marion McClinton)‏ هو مخرج أمريكي، ولد في عقد 1950 في سانت بول في الولايات المتحدة.

## وصلات خارجية
- ماريون مكلينتون على موقع قاعدة بيانات برودواي على الإنترنت (الإنجليزية)